# André Gomes (handball)
Ne doit pas être confondu avec André Gomes.
André Gomes, né le 27 juillet 1998, est un handballeur portugais qui évolue au poste d'arrière gauche.
International portugais, il se révèle au FC Porto mais son parcours sportif est plus chaotique depuis 2023.

## Palmarès

### En club
compétitions internationales
- Vainqueur de la Coupe Challenge (C4) (1) : 2016

Compétitions nationales
- Vainqueur du Championnat du Portugal en 2016, 2019, 2021
- Vainqueur de la Coupe du Portugal en 2017, 2019, 2021
- Vainqueur du Championnat de Roumanie en 2024 et 2025
- Vainqueur de la Coupe de Roumanie en 2024 et 2025

### En équipe nationale
- 4e place au Championnat du monde junior 2019
- 6e place au Championnat d'Europe 2020
- 10e place au Championnat du monde 2021